# Wing Chun Chwan

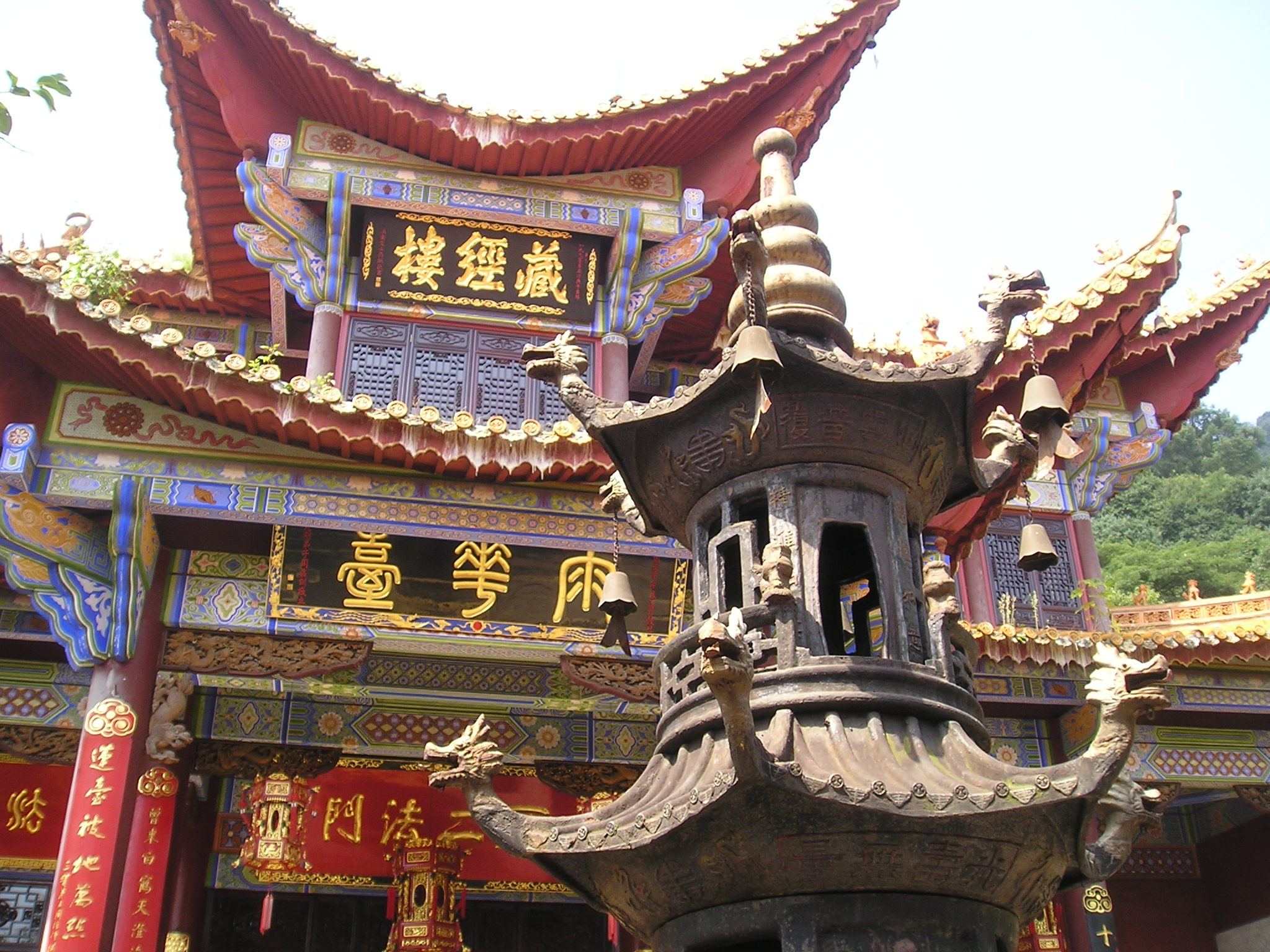
Templo Chinês

O Wing Chun Chwan é originário da China e sua origem se dá em épocas anteriores à codificação das artes marciais nos templos budistas chineses. Como a expressão Chwan significa a arte dos punhos (ou boxe chinês), é comum utilizar a expressão Chwan Shu para identificar um determinado conhecimento marcial ou até mesmo um estilo. Apesar da semelhança dos nomes, o estilo é totalmente diferente do Wing Chun.
Em função da grande extensão do território chinês, suas regiões do norte e do sul caracterizavam-se por marcantes diferenças no que diz respeito ao solo e aos acidentes geográficos. Desse ponto surgiu o conceito “Na Kuen Pat Tui”, ou seja, “Punhos do Sul e Pernas do Norte”. Além destas influências geográficas, o Kung Fu também se desenvolveu sob as características das religiões e filosofias mais marcantes na cultura chinesa daquela época. O Kung Fu é uma arte que esteve presente desde os primórdios da civilização chinesa.
No início da Era Cristã, devido a divergências nas áreas políticas e filosóficas, foram criadas duas escolas sob os termos “Nei Chia” e “Wai Chia”. A Nei Chia (Escola Interna, Taoísta) caracterizava-se pela respiração profunda e pelo estudo das energias internas, neste caso o estilo Tai Chi Chwan. A Wai Chia (Escola Externa, Budista) caracterizava-se pelos movimentos rápidos agressivos e pela busca da praticidade em situações de combate. Nascia aqui o estilo Wing Chun Chwan.
Não se sabe ao certo quando o estilo foi trazido ao Brasil, mas indícios mostram que provavelmente foi entre as décadas de 60 e 70. Segundo pesquisas, tudo começou quando um garoto viu um homem "fazendo uns movimentos estranhos no meio do mato". Em um outro dia o viu novamente, mas desta vez havia mais pessoas, fazendo os mesmos movimentos que ele, mas ele parecia não estar ensinando nada. Ao pedir para ele ensiná-lo também, ele disse ao garoto que não ensinava nada, apenas fazia os movimentos e quem quisesse bastava acompanhá-lo. Apesar de dizer que não era o mestre daquelas pessoas, mestre Yang sempre aplicava algum castigo quando seus seguidores faziam algo errado.
Somente dois anos depois de começar a seguir o mestre, em 1974, ele entendeu o que era e para que servia tudo o que vinha fazendo, entendeu o que era o Kung Fu, sua história, sua origem e seus estilos. A partir desse momento resolveu se especializar e a divulgar o estilo pelo país.

## Filosofia

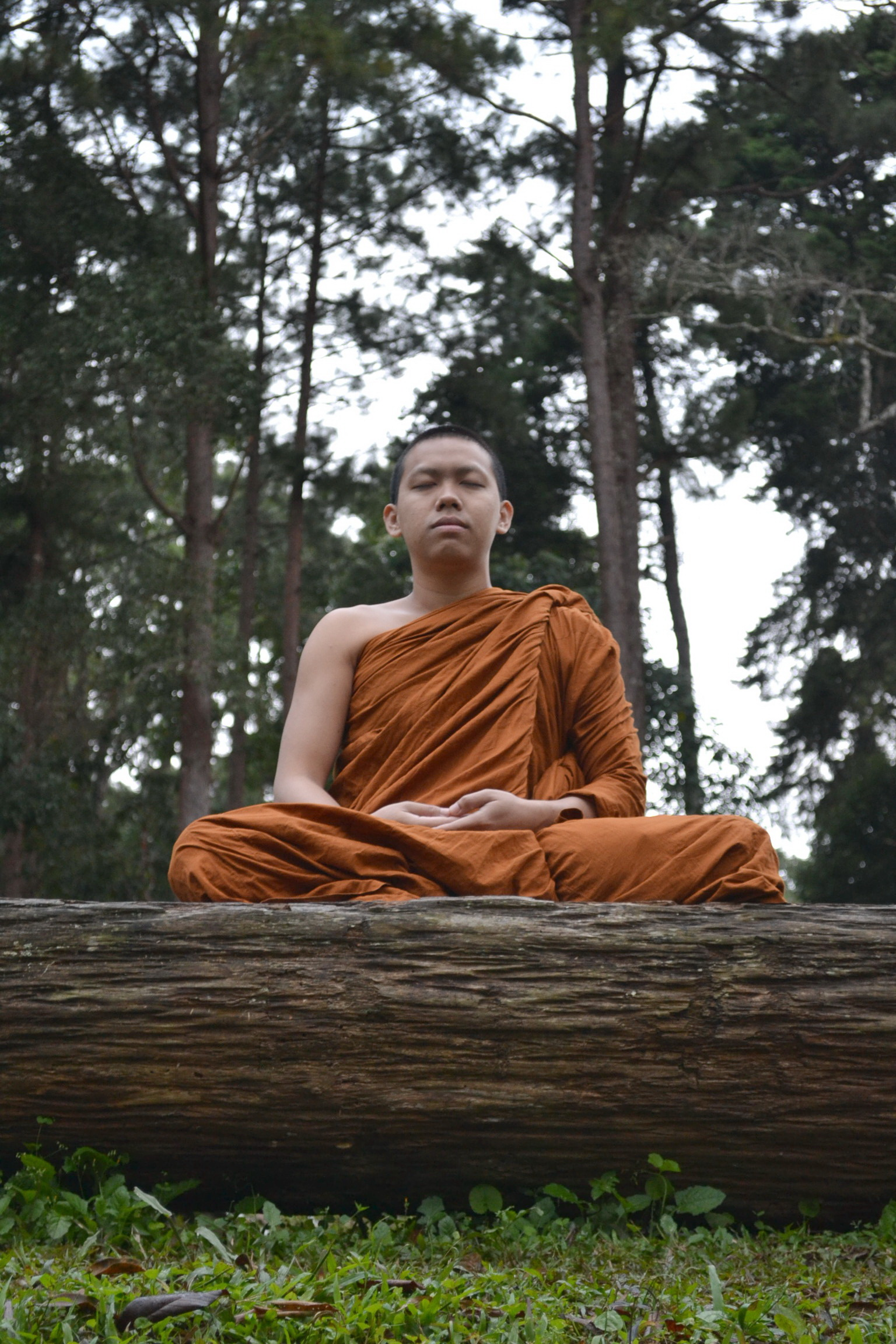
Monge budista em meditação

O estilo trabalha com muita filosofia. Mestre Yang dizia que para cada situação existe uma filosofia a ser dita. Dizia também que todo problema vem acompanhado por uma solução.
O estilo Wing Chun Chwan é um estilo de Kung Fu que busca o aperfeiçoamento físico, mental e espiritual de seus praticantes. Como qualquer arte tradicional, o caminho não é fácil e os praticantes precisam aprender e aperfeiçoar uma série de técnicas marciais e obterem um grande conhecimento secular sobre as coisas do mundo, devendo se tornar especialistas em algum conhecimento e em auto defesa.
Os alunos precisam aprender a serem humildes e pacientes, conhecendo e aprendendo a lidar com o tempo e seu próprio corpo. Isto quer dizer que este é um estilo que busca a qualidade, o aperfeiçoamento técnico e a capacidade de ensinar os outros. Isto faz com que os alunos não apenas passem de graduação e sim saibam o porque. Os praticantes ganham mais calma, preparo físico e saúde e, independente do estilo, sempre haverá a vivência espiritual, da qual é necessária aprender a mergulhar numa consciente integração entre corpo e mente.
O estudante de Kung Fu precisa aprender a usar da inteligência, raciocínio e disciplina para manter uma postura ativa, oportuna e responsável. Não se moldar aos aspectos das mentes de outras pessoas e estar sempre disposto ao aprimoramento do raciocínio, sendo sempre assíduo e pontual, não usar meios ilícitos e abusar da ganância para obter a riqueza e valores morais, visto que o essencial da vida é ter saúde, amigos e felicidade.
O estilo conta com onze princípios que devem ser aprendidos e seguidos por seus praticantes. São eles:

Para os alunos iniciantes:

1. Amar a Deus sobre todas as coisas do Universo.
2. Respeitar os superiores e inferiores no Kung Fu e na vida.
3. Nunca se engrandecer perante os fracos pelo simples fato de saber lutar, pois forte é o homem que vence sem lutar, mesmo possuindo o poder de vencer lutando.
Para os alunos iniciados (1ª Fase):
4. Treinar a mente, o corpo e o espírito para a Paz.
5. Não ser falso e seguir o Caminho da Verdade.
6. Persistir no aperfeiçoamento físico, mental e espiritual.
Para os alunos iniciados (2ª Fase):
7. Ser paciente e humilde, galgando, um a um, os degraus do conhecimento.
8. Contribuir para que este meio não ofereça abrigo aos mal intencionados.
9. Zelar pelo respeito ao Kung Fu.
10. Respeitar as demais Filosofias e Artes Marciais.
11. Ser o exemplo vivo da filosofia e da estética dos Mestres.

## Treinamento
O estilo Wing Chun Chwan (Punhos da Primavera) possui katis que englobam os movimentos de braços do sul, aliados aos movimentos de pernas do norte da China, ou seja, é um estilo misto. É composto por sequências básicas de braços e pernas, aplicações técnicas e cinquenta e sete formas (incluindo toishaos). Estas formas envolvem movimentos de serpente, touro, tigre, mão do vento, dragão, macaco, phoenix, águia, louva-a-deus, grou e garça. Possui ainda katis com nunchaku, espada, bastão longo e bastão curto.
O treinamento de Wing Chun Chwan se baseia em exercícios para o fortalecimento do corpo, treinamento das matérias do estilo, técnicas de mãos, técnicas de perna, combinações, aplicações e combate. 
Os treinos também incluem exercícios para o aperfeiçoamento psíquico e metafísico dos seus praticantes, através do treinamento do Kung Fu em sua essência marcial, que busca trabalhar, além dos exercícios de fortalecimento do corpo, os movimentos e o aprimoramento e fluxo da energia vital.
O aprendiz estuda disciplinas práticas e teóricas e através do treinamento o professor avalia o desenvolvimento do aluno e propõe novos desafios. Esses desafios são propostos na maioria das vezes através de exames práticos e teóricos para a troca de faixa, onde o aluno submete o seu treinamento e conhecimento a avaliação do professor ou professores. 
A partir da oitava fase, os professores não são mais submetidos a exames, sendo atribuídos os graus conforme o tempo e as instruções de seu Mestre.

## Graduações
De acordo com um determinado sistema do país, o estilo possui oito fases, sendo que na quinta há três níveis e na oitava há dez graus, conforme mostra a tabela abaixo:
| Iniciado    | Primeira Fase        |
|             | Segunda Fase         |
| Auxiliar    | Terceira Fase        |
|             | Quarta Fase          |
| Instrutor   | Quinta Fase Nível 1  |
|             | Quinta Fase Nível 2  |
|             | Quinta Fase Nível 3  |
|             | Sexta Fase           |
|             | Sétima Fase          |
| Professor   | Oitava Fase 1° grau  |
|             | Oitava Fase 2° grau  |
|             | Oitava Fase 3° grau  |
|             | Oitava Fase 4° grau  |
|             | Oitava Fase 5° grau  |
|             | Oitava Fase 6° grau  |
|             | Oitava Fase 7° grau  |
|             | Oitava Fase 8° grau  |
|             | Oitava Fase 9° grau  |
| Mestre      | Oitava Fase 10° grau |
| Grão-Mestre | Oitava Fase 10° grau |

## Uniforme
Abaixo estão descritas as combinações de cores que formam o uniforme do praticante de um determinado sistema do país, conforme o grau de instrução:
Iniciante
camiseta branca, calça preta, faixa vermelha
Primeira Fase
camiseta branca, calça preta, faixa vermelha com uma tarja preta
Segunda Fase
camiseta branca, calça preta, faixa vermelha com duas tarjas pretas
Terceira Fase
camiseta branca, calça vermelha com uma tarja preta na perna direita, faixa metade vermelha e metade preta (com o lado vermelho para cima)
Quarta Fase
camiseta preta ou túnica simples preta, calça vermelha com uma tarja preta na perna direita, faixa metade vermelha e metade preta (com o lado preto para cima)
Quinta Fase
camiseta preta ou túnica simples preta, calça vermelha com uma tarja preta na perna direita, faixa preta
Sexta Fase
camiseta preta ou túnica simples preta, calça vermelha com uma tarja preta na perna direita, faixa preta com uma tarja vermelha
Sétima Fase
camiseta preta ou túnica simples preta, calça vermelha com uma tarja preta na perna direita, faixa preta com duas tarjas vermelhas
Oitava Fase
camiseta preta ou túnica especial preta, calça preta com uma tarja branca na perna direita, faixa preta (com tarjas brancas de acordo com o grau)